# 納吉爾涅 (扎切皮利夫卡區)
49°12′33″N 35°13′29″E / 49.20917°N 35.22472°E
納希爾內（烏克蘭語：Нагірне）是位於烏克蘭東部的村莊，由哈爾科夫州别列斯京区的扎切皮利夫卡市鎮負責管轄。該村始建於1850年，面積0.79平方公里，海拔高度82米，2024年人口675，人口密度每平方公里1,158.6人。